# Niphargus pupetta
Niphargus pupetta is een vlokreeftensoort uit de familie van de Niphargidae. De wetenschappelijke naam van de soort is voor het eerst geldig gepubliceerd in 1962 door Sket.